# Grammaria borealis
Grammaria borealis is een hydroïdpoliep uit de familie Lafoeidae. De poliep komt uit het geslacht Grammaria. Grammaria borealis werd in 1893 voor het eerst wetenschappelijk beschreven door Levinsen. 